# Anger (Hochstadt am Main)
Anger ist ein Ortsteil der oberfränkischen Gemeinde Hochstadt am Main im Landkreis Lichtenfels.

## Geografie
Das Straßendorf liegt etwa sieben Kilometer südöstlich von Lichtenfels in einer Talniederung eines Hügellandes, die vom Scheidsbach, einem linken Mainzufluss, durchflossen wird. Durch Anger führt eine Gemeindeverbindungsstraße von Trieb zur Kreisstraße LIF 4 nach Roth.

## Geschichte
Der Ortsname geht auf einen Flurnamen zurück und bedeutet so viel wie Ackerland oder Weideland. Die erste urkundliche Erwähnung war 1408, als die Geschwister Schürer und Heinz Graber zugunsten des Klosters Langheim auf ihre Rechte bezüglich eines kleinen Gutes auf dem Anger verzichteten.
Im Jahr 1801 war Anger nach Isling eingepfarrt. Die Lehens-, Vogtei-, Dorf- und Gemeindeherrschaft sowie den Zehnten besaß das Kloster Langheim. Zehn mit Stadeln versehene Häuser entrichteten ihre Steuern dem Lichtenfelser Amt des Bamberger Hochstifts, ein mit Haus und Stadel bebautes kleines Gut dem Weismainer Amt.
1818 gehörte Anger zum Obermainkreis. 1862 folgte die Eingliederung des Weilers in das neu geschaffene bayerische Bezirksamt Lichtenfels. 1871 zählte der Ort 70 Einwohner, die alle katholisch waren, und 34 Gebäude. Der Weiler gehörte zur sieben Kilometer entfernten katholischen Pfarrei in Isling. Die katholische Schule befand sich im zwei Kilometer entfernten Trieb. Anger gehörte zur Landgemeinde Obersdorf, die im Jahr 1900 zwei weitere Gemeindeteile, die Weiler Reuth und Thelitz mit einer Gesamtfläche von 678,88 Hektar, 355 Einwohner, von denen 352 katholisch und 3 protestantisch waren, sowie 59 Wohngebäuden umfasste. 61 Personen lebten in Anger in 13 Wohngebäuden. Inzwischen befand sich die katholische Schule im 0,5 Kilometer entfernten Obersdorf. 1925 lebten in dem Ort 87 Personen in 13 Wohngebäuden. Die vier Protestanten gehörten zum Sprengel der 6,5 Kilometer entfernten evangelischen Pfarrei Obristfeld. Am 30. Dezember 1925 wurde Anger von der Pfarrei Isling ausgepfarrt und der Pfarrei Hochstadt angeschlossen. 1950 hatte das Dorf 91 Einwohner und 12 Wohngebäude. Es gehörte inzwischen zum Sprengel der evangelischen Pfarrei Michelau. Im Jahr 1970 zählte Anger 64 Einwohner und 1987 82 Einwohner sowie 21 Wohngebäude mit 26 Wohnungen.
Am 1. Mai 1978 wurden die Gemeinde Obersdorf mit dem Gemeindeteil Anger im Zuge der Gemeindegebietsreform nach Hochstadt eingegliedert.

## Sehenswürdigkeiten
In der Bayerischen Denkmalliste ist für Anger ein zweigeschossiges Satteldachhaus mit Fachwerkobergeschoss aus dem 18. Jahrhundert als Baudenkmal aufgeführt, siehe Denkmalliste der Gemeinde.